# جون لاوتنر
جون إدوارد لاوتنر (16 يوليو 1911- 24 أكتوبر 1994) مهندس معماري أمريكي. افتتح عمله الخاص في عام 1938 بعد أن تتلمذ في منتصف الثلاثينيات من القرن العشرين في مدرسة تالييسن بإشراف المهندس المعماري فرانك لويد رايت، ثم عمل فيه طوال حياته المهنية. تدرب لاوتنر بداية في كاليفورنيا وكانت معظم أعماله عبارة عن أعمال سكنية. لربما اشتهر لاوتنر بمساهماته في تطوير أسلوب غوغي في العمارة إضافة إلى العديد من منازل العصر الذري التي صممها في أواخر خمسينيات وستينيات القرن العشرين والتي تضمنت كل من ليونارد مالين هاوس وبول شيتس هاوس وروس غارسيا هاوس.

## السيرة الذاتية
ولد لاوتنر في ماركيت، ميشيغان عام 1911 منحدرًا من أصل مختلط نمساوي وإيرلندي. تلقى والده جون إدوارد لاوتنر الذي هاجر من ألمانيا نحو عام 1870 تعليمه ذاتيًا، لكنه حصل على مقعد دراسي في جامعة ميشيغان عندما كان بالغًا ودرس الفلسفة في غوتنغن ولايبزيغ وجينيف وباريس. عُيّن في عام 1901 رئيسًا لقسم اللغة الألمانية والفرنسية في مدرسة ماركيت الابتدائية الحكومية الشمالية التي كانت قد تأسست مؤخرًا (اليوم هي جامعة ميشيغان الشمالية) حيث أصبح فيما بعد مدرّسًا. كانت والدته فيدا كاثلين (اسمها قبل الزواج غالاغر) مصممة ديكور ورسامة.
اهتم لاوتنر بالفن والهندسة المعمارية بشكل كبير وظهر منزلهم القائم في ماركيت والمسمى «كييب سيك» من تصميم المهندس المعماري جوي ويلر داو عام 1918 في مجلة «العمارة الأمريكية». كان لبناء كوخ العائلة الصيفي المثالي «ميدغارد» تأثير كبير في حياة لاوتنر. بني المنزل فوق حافة صخرية تقع على رأس بحري نائي على شاطئ بحيرة سوبيريور. صمم آل لاوتنر الكوخ وبنوه بأنفسهم. أما والدة لاوتنر فصممت ورسمت كل التفاصيل الداخلية للكوخ اعتمادًا على دراستها لفن تصميم المنازل الإسكندنافية.
التحق لاوتنر في عام 1929 ببرنامج الفنون الليبرالية في كلية والده- تسمى اليوم كلية الولاية الشمالية للمعلمين- حيث درس الفلسفة وعلم الأخلاق والفيزياء والأدب ورسم التصاميم والمخططات وكذلك تاريخ الفن والعمارة. قرأ أعمال كل من إيمانويل كانت وهنري بيرغسون وعزف على آلات النفخ الخشبية والبيانو وطور اهتمامًا واضحًا في موسيقى الجاز. عزز دراساته في بوسطن وماساتشوستس ومدينة نيويورك. تخرّج في عام 1933 حاملًا شهادة في الفنون الليبرالية.
في أبريل من عام 1933 وبعد قراءة فيدا سيرة فرانك لويد رايت الذاتية تواصلت مع المهندس المعماري الذي أطلق مؤخرًا برنامجه التدريبي المهني في تالييسن. التحق لاوتنر بسرعة بزمالة تالييسن لكنه كان قد عقد خطوبته مؤخرًا على جارته ماري فاوستينا («ماري بد») روبرتس ولم يتمكن من دفع الرسوم، لذا تواصلت فيدا مع والدة ماري بد التي وافقت على دفع التكاليف للزوجين للانضمام إلى البرنامج. سرعان ما أدرك جون أن لديه اهتمامًا قليلًا بالصياغة الرسمية فبدأ بتجنب قاعة الرسم في مدرسة تالييسن، مفضّلًا الواجبات اليومية «النجارة والسباكة والأعمال الزراعية وكذلك الطبخ وغسل الأطباق، هذا هو التدريب المهني الذي ما زلت أعتقد أنه الطريقة الحقيقية للتعلم». عمل ودرس لاوتنر منذ عام 1933 وحتى عام 1939 تحت إشراف رايت في استوديوهات في وسيكنسن وأريزونا.
أحرز لاوتنر تقدمًا سريعًا تحت إشراف رايت. مع حلول عام 1934- أي العام الذي تزوج فيه من ماري بد - كان يعد تفاصيلًا تصميمية لمنزل رايت في لوس أنجلس لأليس ميلارد، ويعمل في مسرح واستوديوهات تالييسن، ونُشر أول مقال له من بين عدة مقالات أخرى (تحت عنوان «في تالييسن») في صحيفة ولاية وسكنسن وكابيتال تايمز. كُلّف في العام التالي بمشروع استمر لمدة عامين للإشراف على منزل من تصميم شركة رايت في ماركيت لوالدة ماري بد. وافق في عام 1937 على الإشراف على أعمال بناء منزل جونسون «وينغسبريد» (الذي يعتبر العمل المفضل لديه شخصيًا من بين كل مشاريع رايت التي عمل عليها) بالقرب من راسين في وسكنسن. سافر مع رايت للإشراف على التصوير الفوتوغرافي لمنزل مالكولم ويلي في مينيابوليس مينيسوتا، الذي أصبح المرجع الرئيسي لمنازله الصغيرة الخاصة. شارك إلى حد كبير في بناء غرفة الصياغة في منزل رايت الشتوي تالييسن ويست، مما ألهم تصميم منزله «ماور هاوس» عام 1946. جمع صور فوتوغرافية لأعمال رايت في عدد خاص من مجلة «المنتدى المعماري» عام 1938 وعاد بعد ذلك لفترة قصيرة إلى تالييسن للمساعدة في جمع النماذج والمواد لمعرض متحف الفن المعاصر عام 1940.
ترك لاوتنر الزمالة في أوائل عام 1938 (بسبب حمل زوجته ماري بد في المقام الأول) ولتأسيس مهنته الخاصة في مجال الهندسة المعمارية في لوس أنجلس، لكنه أخبر مشرفه بأنه خلال سعيه لتأسيس عمله المستقل سيبقى «مستعدًا لتنفيذ أي عمل تحتاجه أو يحتاجه الزملاء أيضًا». عملوا سويًا على ما يقارب الأحد عشر مشروعًا في لوس أنجلس على مدار ما يزيد عن خمس سنوات واستمرت هذه الشراكة بشكل متقطع. وصلت عائلة لاوتنر إلى لوس أنجلس في مارس عام 1938 وولد طفلها الأول في مايو. كان أول مشروع مستقل نفذه لاوتنر عبارة عن منزل بغرفة نوم واحدة بتكلفة منخفضة قدرها 2500 دولار لعائلة سبرينغر، بناه بالتعاون مع صديقه المقاول بول سبير، لكنه كان العمل المنتج الوحيد لفترة تعاونهما القصيرة. تواصل رايت معه في سبتمبر من عام 1938 وقاد ذلك إلى إشراف لاوتنر على سلسلة من المشاريع المحلية في لوس أنجلس مثل منازل: ستورجيس وغرين ولوي وبيل وموير.